# Listă de plante cu fructe comestibile

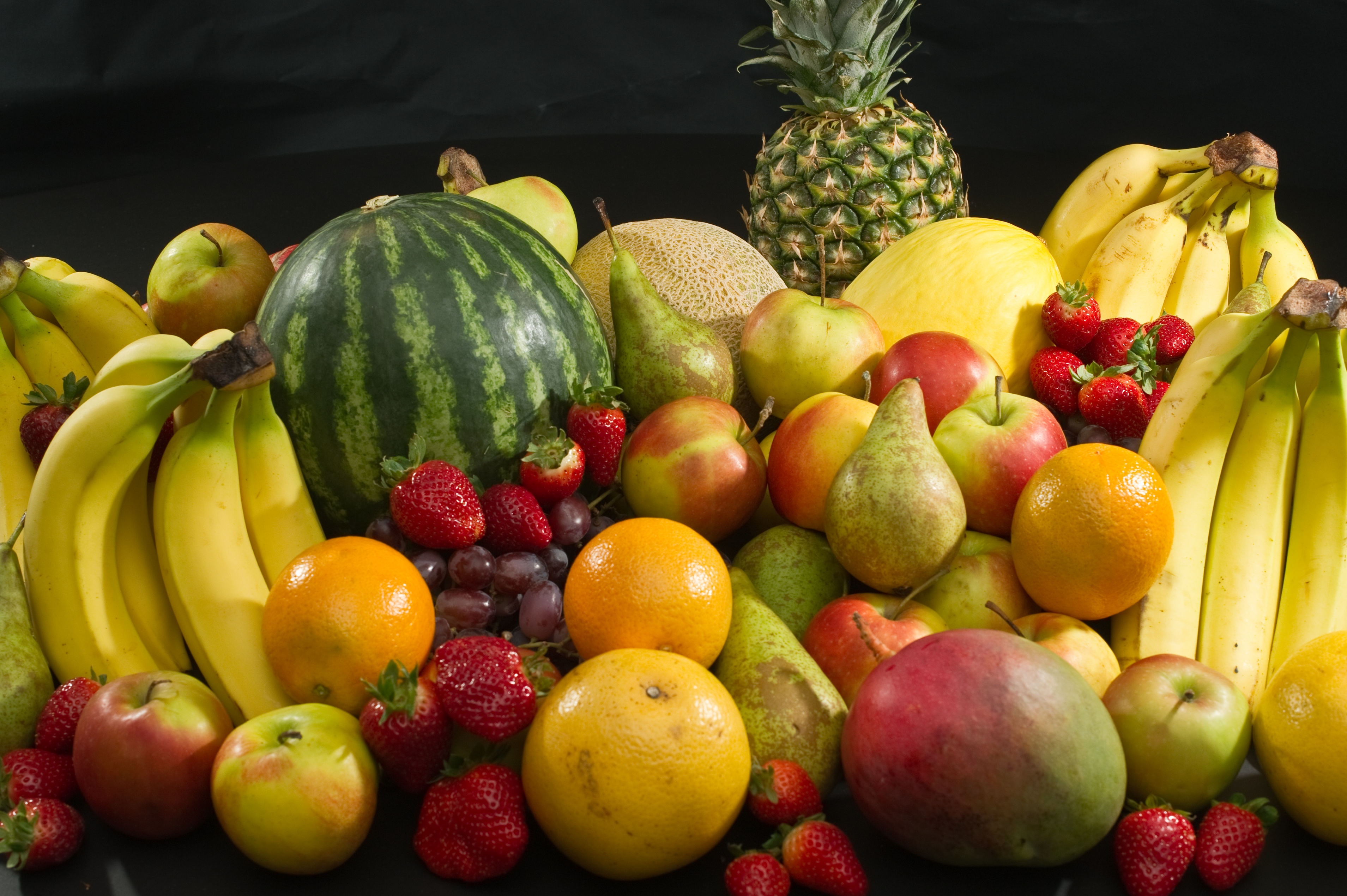
Fructe cunoscute.

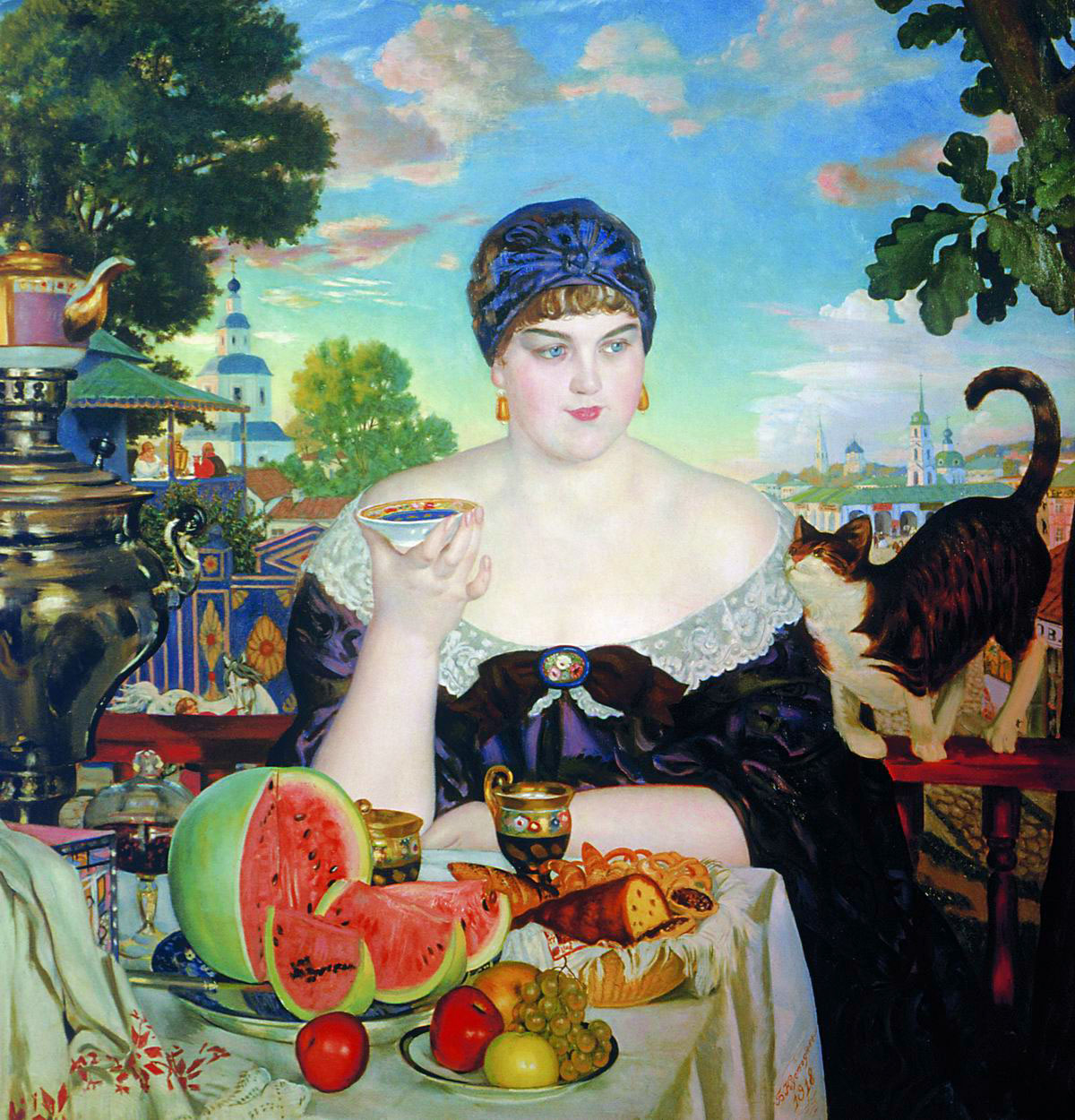
O pictură în care apar fructe pe masă de Boris Kustodiev.

Lista fructelor s-ar putea categorisi ca fructe obținute de la plante cultivate de om, și fructe de la plante necultivate, ca de exemplu fructele de pădure. Un alt criteriu de clasificare ar fi după felul fructului din punct de vedere botanic.

## Plante cu fructe comestibile
- Afin (Vaccinium myrtillus)
- Agriș (Ribes uva-crispa)
- Alun de pământ (Arachis hypogaea)
- Alun (Corylus avellana)
- Ananas (Ananas comosus)
- Arborele de cacao (Theobroma cacao)
- Arborele de pâine (Artocarpus altilis)
- Avocado (Persea americana)
- Bananier (Musa L.)
- Cais (Prunus armeniaca)
- Castan comestibil (Castanea sativa)
- Căpșun (Fragaria L.)
- Cătină albă (Hippophae rhamnoides)
- Cătină de garduri (Lycium barbarum, Lycium chinense)
- Clementin (Citrus ×clementina)
- Cireș (Prunus avium)
- Coacăz negru (Ribes nigrum)
- Coacăz roșu (Ribes rubrum)
- Cocotier (Cocos nucifera)
- Corcoduș  (Prunus cerasifera)
- Corn (Cornus mas)
- Curmal (Phoenix dactylifera)
- Dracilă (Berberis vulgaris)
- Dud (Morus nigra și Morus alba)
- Fistic (Pistacia vera L.)
- Frag (Fragaria L.)
- Fructul pasiunii
- Grepfrut (Citrus paradisi)
- Gutui (Cydonia oblonga)
- Kaki (Diospyros kaki )
- Kiwi (Chinese gooseberry)
- Kumquat (Citrus japonica)
- Lici (Litchi chinensis)
- Lămâi (Citrus x limon)
- Limetă (Citrus x aurantiifolia, Citrus x latifolia)
- Mango
- Mandarin (Citrus reticulata BLANCO)
- Măceș (Rosa canina)
- Măr (Malus domestica)
- Măslin (Olea europaea)
- Merișor (Vaccinium vitis idaea)
- Migdal (Prunus dulcis)
- Moșmon (Mespilus germanica)
- Mur arctic (Rubus arcticus)
- Mur (Rubus fruticosus)
- Nuc (Juglans regia)
- Nectarin (Prunus persica)
- Papaya (Carica papaya)
- Păducel (Crataegus monogyna)
- Păr (Pyrus communis)
- Pepene verde (Citrullus lanatus var. lanatus)
- Pepene galben
- Piersic (Prunus persica)
- Pomelo (Citrus maxima)
- Portocal (Citrus x aurantium)
- Prun (Prunus domestica)
- Răchițele (Vaccinium oxycoccos)
- Rodie (Punica granatum)
- Scoruș negru (Aronia melanocarpa)
- Smochin (Ficus carica)
- Vișin (Prunus cerasus)
- Viță de vie (Vitis vinifera)
- Zmeur (Rubus idaeus)